# NK Otok
 Ovo je glavno značenje pojma NK Otok. Za klub iz Otoka u općini Prelog, Međimurje pogledajte NK Otok (Međimurje).
NK Otok je nogometni klub iz grada Otoka u Vukovarsko-srijemskoj županiji. Trenutačno se natječu u 1. ŽNL Vukovarsko-srijemskoj.

## Osnutak i povijest
Klub je osnovan 1923. godine pod nazivom Športski klub "Omladina".  Osnivači kluba, kako je zapisano u monografiji Općinskog nogometnog saveza Vinkovci, bili su Josip Šeffer, Andrija Dežmić, Ivan Miholjković, Antun Sikirica i Stevo Sabo. Bio je jedan od prvih nogometnih klubova osnovan na tom području. Prvi pisani izvori bilježe da je klub prvu službenu utakmicu odigrao 1927. godine

### Razdoblje1923.–1953.
Od osnutka kluba 1923. godine do 1927. godine, nema nikakvih pisanih tragova o odigravanju bilo kakve službene utakmice otočkog kluba. Osječki "Hrvatski list" na dan 26. kolovoza 1927. bilježi prijateljsku utakmicu Omladinca s klubom iz Bošnjaka koja je završila nerješenim rezultatom 1:1.
Klub je u svojim počecima najčešće igrao prijateljske utakmice sa susjednim mjestima. Do Drugog svjetskog rata nema pisanih tragova da je klub igrao u nekom organiziranom natjecanju, a razlog tomu, pretpostavlja se, je nedostatak materijalnih i financijskih sredstava.
Nakon rata klub se, koji od 1935. nosi ime Šokadija, nalazi u Nogometnom podsavezu sa središtem u Osijeku. 1947. klub mijenja ime u Graničar, a razdoblje nakon netom završenog rata rezultira stagnacijom rada kluba, pa mu je bila potrebna obnova.

### Razdoblje1954.–1959.
Poslijeratne demografske promjene rezultiraju osnivanjem još jednog kluba u Otoku 1952. godine. Klub su osnovali doseljenici iz raznih krajeva Hrvatske koji nisu bili dobro prihvaćeni među domaćim stanovništvom. Novoosnovani klub Radnički nije gajio pretjerano prisne odnose s Graničarem, a takav odnos nije rezultirao zdravom konkurencijom. Takva netrepeljivost nije bila u duhu komunističkog režima, pa su ta dva kluba prisilno spojena 1954. godine. Tim spajanjem nastaje novi klub Sloga koji se do sezone 1959./60. natječe u jednoj od Grupa Nogometnog centra u Vinkovcima. Prvim mjestom potonje sezone u Grupi V. klub je izborio pravo natjecanja u Podsaveznoj ligi Vinkovci.

### Razdoblje1960.–1969.
Sloga je u ovom razdoblju prve četiri sezone igrala u Podsaveznoj ligi Vinkovci. Zadnjim mjestom u sezoni 1963./64. prelaze ponovo od naredne sezone u niži rang natjecanja - Grupno prvenstvo, gdje nastupaju tri godine, a onda se opet vraćaju u Podsaveznu ligu.
U ovom razdoblju Sloga je odigrala 150 prvenstvenih utakmica (nije uračunata sezona 1965./66. za koju nema pouzdanih podataka) i ostvarila 70 pobjeda, 59 poraza i 21 neriješen ishod. Postignuto je 346 pogodaka, a primljeno 334 (2,3:2,2 po utakmici). Najlošija sezona bila je 1967./68. kada su Otočani ubilježili tek jednu pobjedu uz četiri neriješena susreta iz 22 odigrana kola (gol-razlika -65!).

### Razdoblje1970.–1979.
U ovom razdoblju najznačajniji svečani trenutci kluba bili su dolazak splitskog Hajduka i zagrebačkog Dinama prigodom proslavljanja 50. odnosno 55. obljetnice postojanja kluba.
Uvjerljivo osvojenim prvim mjestom u Općinskoj ligi sezone 1970./71. Sloga je izborila pravo natjecanja u Slavonskoj nogometnoj zoni koja je bila iznimno kvalitetna i većinom okupljala gradske klubove. Zbog toga je Sloga po prvi put otišla na pripreme, i to u Kaštel-Štafilić koji će postati čestom odrednicom Otočana. Zbog smjene generacija koja je bila neminovna, nakon sedam sezona klub je ispao iz SNZ i preselio u Općinsku ligu.

### Razdoblje1980.–1989.
U ovom razdoblju počinju radovi na poboljšanju uvjeta. Izgrađuju se tribine, svlačionice i ostali dodatni sadržaji. Veliki uspjeh Sloga je ostvarila u sezoni 1981./82. kada je bila prva u Općinskoj nogometnoj ligi, te osvojila Kup. I u juniorskoj konkurenciji klub je zauzeo prvo mjesto. Sloga je ponovo izborila natjecanje u Slavonskoj nogometnoj zoni, gdje samo nakon dvije odigrane sezone stječe pravo nastupa u Hrvatskoj nogometnoj ligi. U tri je godine Sloga prešla tri ranga natjecanja, a plasmanom u tu ligu ostvaruje do tada najveći sportski uspjeh.
No, nastup u toj ligi nije dugo trajao - samo jednu sezonu, pa su ispali u Regionalnu ligu Slavonije i Baranje. Tim ispadanjem počinje krizno razdoblje u klubu koje će trajati nekoliko godina, točnije do sezone 1987./88. kada dolazi do reorganizacije i ustroja Međuopćinske lige.

### Razdoblje1990.–1999.
Za vrijeme Domovinskog rata nije odigrana samo sezona 1991./92. Od 1992. godine Sloga mijenja ime u Tena, a nastupa u Međuopćinskoj ligi, gdje je u sezoni 1993./94. osvojila uvjerljivo prvo mjesto, te se plasirala u viši rang natjecanja. U tom rangu nastupa pod novim imenom - NK Otok, pod kojim nastupa i danas. Klub se 1995. spojio s NK Spačva, i pod imenom NK Spačva-Otok nastupa u Drugoj hrvatskoj nngometnoj ligi, gdje u premijernoj sezoni zauzima 10. mjesto. Nagodinu je slijedilo opet preimenovanje kluba u NK Otok, te plasman u sredinu tablice Druge lige. U ožujku 1997. Otočani su sudjelovali na turniru u austrijskom Ottensheimu i bili su uvjerljivn najbolja momčad. Od 1998./99. stvara se jedinstvena Druga HNL i Otočani su među 30 najkvalitetnijih klubova u Hrvatskoj, ali već za dvije godine ispadaju u Treću HNL.

## Rezultati
- Sezona 1960./61. - Podsavezna liga Vinkovci - 2. mjesto, 27 bodova (12-3-3; 54:24)
- Sezona 1961./62. - Podsavezna liga Vinkovci, 9. mjesto, 15 bodova (6-3-9; 30:44)
- Sezona 1962./63. - Podsavezna liga Vinkovci - 7. mjesto, 18 bodova (7-4-11; 38:41)
- Sezona 1963./64. - Podsavezna liga Vinkovci - 12. mjesto, 7 bodova (3-1-8; 16:71)
- Sezona 1964./65. - Grupno prvenstvo Vinkovci, Grupa IV - 1. mjesto, 24 boda (11-2-1; 57:20)
- Sezona 1965./66. - nema pouzdanih podataka
- Sezona 1966./67. - Grupno prvenstvo Vinkovci, Grupa II - 1. mjesto, 31 bod (15-1-2; 60:16)
- Sezona 1967./68. - Podsavezna liga Vinkovci - 12. mjesto, 6 bodova (1-4-17; 19:84)
- Sezona 1968./69. - Podsavezna liga Vinkovci - 2. mjesto, 38 bodova (15-3-8; 72:34)
- Sezona 1969./70. - Podsavezna liga Vinkovci - 2. mjesto, 33 boda (13-7-6; 74:38)

## Utakmice sHajdukomiDinamom
- Dana 8. listopada 1973., prilikom proslave 50 obljetnice postojanja kluba NK Sloga je ugostila splitski Hajduk pred nešto više od 3000 gledatelja. Hajduk je pobijedio 6:2, a golove su postigli: Matković (2), Jurišić (2), Žungul i Popović za Hajduk, te Crvenković i Kostančar za Slogu.
- Osim Hajduka, Otočani su ugostili još jedan veliki hrvatski klub. Ovaj put, 3. listopada 1978. NK Dinamo je uveličao 55. godišnjicu postojanja kluba. Gosti su uvjerljivo slavili 11:4 golovima: Cerina (2), Papića (2), Vabeca, Marića, Kranjčara, Bogdana, Janjanina, Senzena i Bručića. Strijelci za Slogu: Grgić, Marić (ag), Mijatović i Matozan.